# Sauber C35
Sauber C35 byl závodní vůz Formule 1 navržený společností Sauber, aby mohl soutěžit v sezóně 2016. Vůz řídili Marcus Ericsson a Felipe Nasr a používal pohonnou jednotku Ferrari 061.
Šasi navrhli Mark Smith, Eric Gandelin, Elliot Dason-Barber a Seamus Mullarkey, přičemž vůz byl poháněn zákaznickým motorem Ferrari.

## Shrnutí sezóny

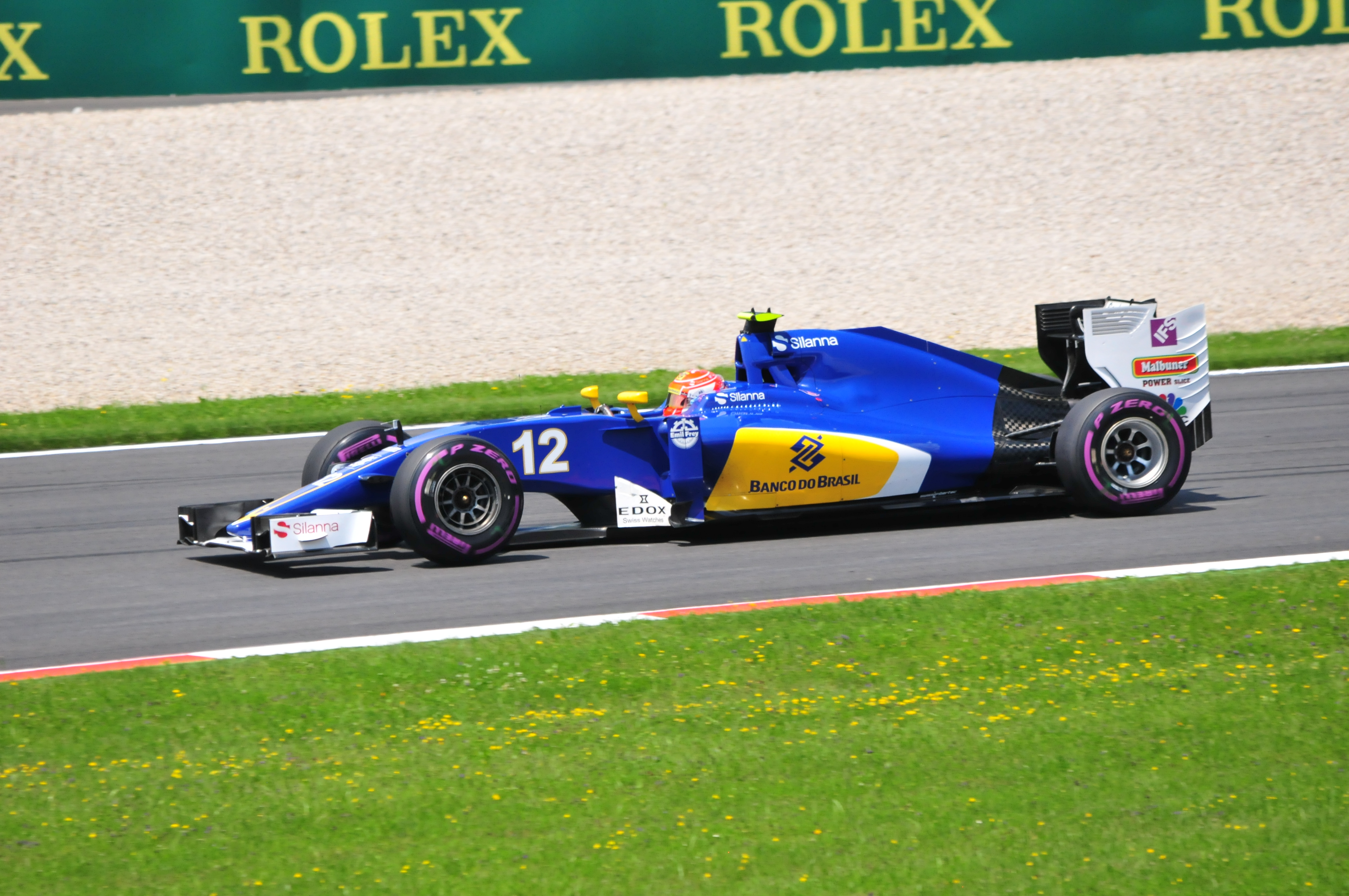
Felipe Nasr ve voze C35 při Grand Prix Rakouska 2016.

Během první poloviny sezóny se vůz ukázal jako méně konkurenceschopný ve srovnání se svým předchůdcem kvůli menšímu vývoji v zimě, způsobenému finančními problémy týmu.
Sauber získal své jediné body v sezóně při dramatické Grand Prix Brazílie, která se jela ve velmi vlhkých podmínkách. Tým také předstihl svého nejbližšího soupeře Manor v poháru konstruktérů, když Felipe Nasr skončil v závodě jako devátý a tím posunul tým na 10. místo v poháru konstruktérů.

## Kompletní výsledky ve Formuli 1
| Legenda k tabulce | Legenda k tabulce                                                                       |
| Barva             | Výsledek                                                                                |
| ----------------- | --------------------------------------------------------------------------------------- |
| Zlatá             | Vítěz                                                                                   |
| Stříbrná          | 2. místo                                                                                |
| Bronzová          | 3. místo                                                                                |
| Zelená            | Bodované umístění                                                                       |
| Modrá             | Nebodované umístění                                                                     |
| Modrá             | Dokončil neklasifikován (NC)                                                            |
| Fialová           | Odstoupil (Ret)                                                                         |
| Červená           | Nekvalifikoval se (DNQ)                                                                 |
| Červená           | Nepředkvalifikoval se (DNPQ)                                                            |
| Černá             | Diskvalifikován (DSQ)                                                                   |
| Bílá              | Nestartoval (DNS)                                                                       |
| Bílá              | Závod zrušen (C)                                                                        |
| Světle modrá      | Pouze trénoval (PO)                                                                     |
| Světle modrá      | Páteční testovací jezdec (TD)                                                           |
| Bez barvy         | Netrénoval (DNP)                                                                        |
| Bez barvy         | Vyřazen (EX)                                                                            |
| Bez barvy         | Nepřijel (DNA)                                                                          |
| Bez barvy         | Odvolal účast (WD)                                                                      |
| Bez barvy         | Nezúčastnil se (prázdné)                                                                |
| Označení          | Význam                                                                                  |
| Tučnost           | Pole position                                                                           |
| Kurzíva           | Nejrychlejší kolo                                                                       |
| †                 | Jezdec nedojel do cíle, ale byl klasifikován, protože odjel více než 90 % délky závodu. |
| ‡                 | Byl udělován poloviční počet bodů, protože bylo odjeto méně než 75 % délky závodu.      |
| Horní index       | Umístění bodujících jezdců ve sprintu                                                   |

| Rok  | Tým            | Motor       | Pneumatiky | Jezdci          | 1   | 2   | 3   | 4   | 5   | 6   | 7   | 8   | 9   | 10  | 11  | 12  | 13  | 14  | 15  | 16  | 17  | 18  | 19  | 20  | 21  | Body | Umístění  |
| ---- | -------------- | ----------- | ---------- | --------------- | --- | --- | --- | --- | --- | --- | --- | --- | --- | --- | --- | --- | --- | --- | --- | --- | --- | --- | --- | --- | --- | ---- | --------- |
| 2016 | Sauber F1 Team | Ferrari 061 | P          |                 | AUS | BHR | CHN | RUS | ESP | MON | CAN | EUR | AUT | GBR | HUN | GER | BEL | ITA | SIN | MAL | JPN | USA | MEX | BRA | ABU | 2    | 10. místo |
| 2016 | Sauber F1 Team | Ferrari 061 | P          | Marcus Ericsson | Ret | 12  | 16  | 14  | 12  | Ret | 15  | 17  | 15  | Ret | 20  | 18  | Ret | 16  | 17  | 12  | 15  | 14  | 11  | Ret | 15  | 2    | 10. místo |
| 2016 | Sauber F1 Team | Ferrari 061 | P          | Felipe Nasr     | 15  | 14  | 20  | 16  | 14  | Ret | 18  | 12  | 13  | 15  | 17  | Ret | 17  | Ret | 13  | Ret | 19  | 15  | 15  | 9   | 16  | 2    | 10. místo |